# Ulf Långbacka
Ulf Långbacka, född 1957, finlandssvensk dirigent och tonsättare.
Långbacka är utbildad vid Sibelius-Akademin. Han avlade diplom i kördirigering år 1987. Han har varit ledare för kammarkören Cantabile och är sedan 1991 lektor i musik vid Åbo Akademi och dirigent för Florakören och Brahe Djäknar. Ulf Långbacka var 1993-1996 förbundsdirigent för Finlands Svenska Körförbund. Han har komponerat körverk och kammarmusik, bland annat promotionskantaten Det inre ljuset, skriven till Åbo Akademis 80-årsjubileum år 1998.  2011 framfördes hans opera "Henrik och Häxhammaren" som en del av programmet vid staden Åbos europeiska kulturhuvudstadsår. 2017 uruppfördes  hans "Mässa i mångfaldens tid" , ett beställningsverk med anledning av att det gått 500 år sedan den lutherska reformationen. Han har prisbelönts i flera tävlingar i komposition av körmusik, bl.a. med andra pris i Åbo Konservatoriums nordiska kompositionstävling år 2007.
Ulf Långbacka har också verkat som lärare i körledning vid Sibelius-Akademin.